# 曼努埃尔·戈多伊
曼努埃尔·德·戈多伊·阿尔瓦雷斯·德法里亚 GR KOGF OCIII OS LH OC OSJ OSFM（西班牙語：Manuel de Godoy y Álvarez de Faria，1767年5月12日—1851年10月4日），和平亲王、第一代拉阿尔库迪亚公爵、第一代苏埃卡公爵、第一代马斯卡尔沃男爵（Príncipe de la Paz, Duque de la Alcudia, Duque de Sueca, Barón de Mascalbó），简称曼努埃尔·戈多伊（Manuel Godoy），西班牙政治人物、军人，曾两度出任西班牙首相（1792—1797，1801—1808）。
戈多伊在很早的年纪便取得国王卡洛斯四世及王后玛丽亚·路易莎的宠信，得以在政治和军事两个领域揽得大权。戈多伊掌权时恰逢反法同盟及拿破仑战争，在第一次反法同盟不敌法军后，戈多伊政权转而同法国合作，共同对抗英国。戈多伊意图借法国帮助，恢复西班牙黄金时代的威望，但因对英作战的接连失利而彻底令西班牙丧失其本就式微的霸权地位，并使得国库亏空，国力就此一蹶不振。
1795年，因在瑞士巴塞尔与法国入侵军达成和约，戈多伊被西班牙国王卡洛斯四世封为“和平亲王”（Príncipe de la Paz）。戈多伊和19世纪中期的激进自由主义人物巴尔多梅罗·埃斯帕特罗是西班牙历史上仅有的两位拥有亲王头衔，但并非王储的人士。

## 生平
1767年，戈多伊出生于巴达霍斯的没落贵族家庭。1784年，17岁的戈多伊前往马德里，加入王家近卫军。因长于歌唱与弹奏吉他，戈多伊得以进入王宫，获得国王卡洛斯四世及王后玛丽亚·路易莎的宠信。1792年，戈多伊在王后支持下出任首相一职，获封拉阿尔库迪亚公爵。1793年，西班牙卷入第一次反法同盟战争，陷入苦战。1795年，戈多伊于瑞士巴塞尔同法国达成和约，和约恢复了西法二国的战前边界，西班牙将伊斯帕尼奥拉岛的西属领地割让予法国。尽管戈多伊的媾和之举引得不满，但他仍然因此被国王卡洛斯四世封为“和平亲王”，为居于贵族顶阶的格伦代（Grande）。1796年，戈多伊同法兰西共和国达成《第二次圣伊尔德丰索协约》，令西班牙加入反英战争。1797年卸任首相一职，升为军队元帅（Capitán-General）。
1801年，戈多伊再度出任首相一职，就任不久向葡萄牙宣战。戈多伊率军入侵葡国，击败葡军，同年和葡国代表达成巴达霍斯条约。葡国割让奥利文萨予西国，并对英国关闭港口。1802年，和英国达成《亞眠和約》，以特立尼达岛同英国交换，收复梅诺卡岛。1804年，成为西班牙陆海军大元帅（Generalísimo）。1805年，英国袭击西班牙船队，戈多伊决定再度对英宣战。西法联军在特拉法加海战中大败，标志着西班牙彻底丧失其世界列强地位。1807年，戈多伊和法兰西帝国达成了分治葡萄牙性质的《枫丹白露条约》，戈多伊获封阿尔加维亲王，统治葡萄牙南部的“阿尔加维亲王国”。因拿破仑·波拿巴希望令其兄约瑟夫继承西班牙王位，西国国内出现暴动。1808年3月，法军入侵西班牙，戈多伊、卡洛斯四世和玛丽亚·路易莎王后一同出逃，居于法国。费尔南多七世率波旁王室复辟后，禁止戈多伊回国，并没收其财产，至1844年才解除该禁令。
1847年，伊莎贝拉二世宣布恢复其头衔，并归还其被没收的部分财产。1851年，戈多伊于巴黎逝世。